# Congregazione di San Giuseppe

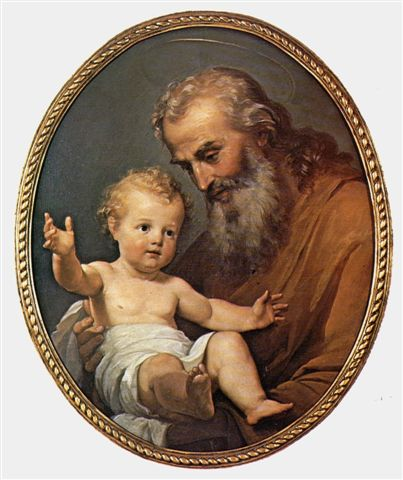
Quadro di san Giuseppe, davanti al quale Leonardo Murialdo fondò la congregazione

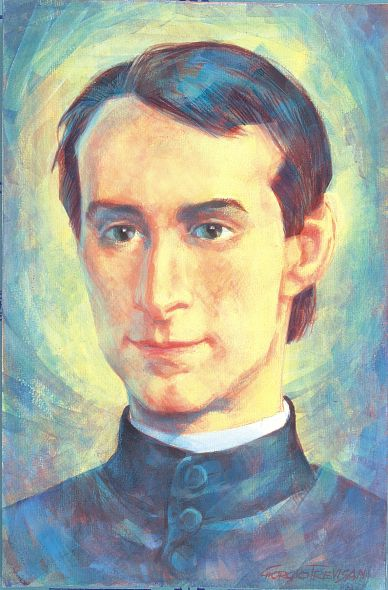
Leonardo Murialdo

La Congregazione di San Giuseppe (in latino Congregatio Sancti Iosephi) è un istituto religioso maschile di diritto pontificio: i membri di questa congregazione clericale, detti comunemente Giuseppini del Murialdo, pospongono al loro nome la sigla C.S.I.

## Storia
La congregazione venne fondata da Leonardo Murialdo (1828-1900): nato da una famiglia della ricca borghesia di Torino, superata una crisi adolescenziale intraprese gli studi teologici e nel 1851 venne ordinato sacerdote.
Si dedicò all'assistenza e all'educazione della gioventù povera negli oratori di Torino e nel 1866 venne nominato rettore dell'opera degli artigianelli, iniziata da don Giovanni Cocchi per l'educazione cristiana e la formazione professionale dei ragazzi poveri e abbandonati: sotto la direzione del Murialdo, l'opera si arricchì di una colonia agricola e di una casa famiglia per giovani operai.
Murialdo fu anche promotore, nel 1871, della prima associazione operaia cattolica di Torino e fondò il giornale La voce dell'operaio (La voce del popolo, settimanale dell'arcidiocesi di Torino).
Per dare continuità al lavoro tra i giovani poveri e abbandonati nei collegi, negli oratori, nei patronati e nelle scuole popolari, il 19 marzo 1873 Murialdo fondò, nel collegio Artigianelli, la Congregazione di San Giuseppe.
Murialdo dedicò gli ultimi anni della sua vita all'organizzazione della sua congregazione, assistito anche da don Eugenio Reffo, che curò la codificazione dei testi legislativi.
L'istituto venne intitolato a san Giuseppe, educatore e custode di Gesù, indicato dal fondatore come esempio di umiltà e carità. La congregazione ottenne il pontificio decreto di lode il 7 maggio 1890 e le sue costituzioni vennero approvate definitivamente dalla Santa Sede il 1º agosto 1904.
Sotto i successori di Murialdo iniziò l'espansione della congregazione all'estero: nel 1904 vennero aperte scuole agrarie e di arti e mestieri in Cirenaica; nel 1915 i murialdini raggiunsero il Brasile e nel 1922 accettarono la guida del vicariato apostolico del Napo, in Ecuador. Nel 1935 la congregazione fondò case in Argentina, da dove si diffuse anche in Cile, e nel 1949 negli Stati Uniti d'America.
Il fondatore, beatificato nel 1963, venne canonizzato da papa Paolo VI nel 1970.

## I superiori generali
Ecco l'elenco dei superiori generali che hanno guidato la congregazione:
- San Leonardo Murialdo dal 1873 al 1900
- don Giulio Costantino dal 1900 al 1912
- don Eugenio Reffo dal 1912 al 1925
- don Girolamo Apolloni dal 1925 al 1931
- padre Luigi Casaril dal 1931 al 1958
- padre Antonio Boschetti dal 1958 al 1964
- padre Vincenzo Minciacchi dal 1964 al 1976
- padre Girolamo Zanconato dal 1976 al 1982
- padre Paolo Mietto dal 1982 al 1994
- padre Luigi Pierini dal 1994 al 2006
- padre Mario Aldegani dal 2006 al 2018
- padre Tullio Locatelli dal 2018 al 2024
- padre Nadir Poletto dal 2024 (in carica)

## Capitoli generali
Ecco l'elenco dei capitoli generali svolti dalla congregazione:
- I capitolo generale: il 2 aprile 1900 a Torino con l'elezione di don Giulio Costantino a superiore generale
- II capitolo generale: il 5 e 6 settembre 1902 a Volvera e Torino
- III capitolo generale: il 9 e 10 settembre 1903 a Torino
- IV capitolo generale: I sessione dal 2 al 4 aprile 1906 a Volvera; II sessione dal 29 al 31 agosto 1906 a Bra; confermato don Giulio Costantino a superiore generale
- V capitolo generale: I sessione dal 26 al 27 marzo 1912 a Volvera; II sessione dal 29 al 30 agosto a Rivoli con l'elezione di don Eugenio Reffo a superiore generale
- VI capitolo generale: I sessione dal 3 ed il 4 aprile 1919 a Torino; II sessione dall'11 al 12 settembre 1919 a Volvera con la conferma di don Eugenio Reffo a superiore generale
- VII capitolo generale: dal 21 al 24 aprile 2025 a San Mauro Torinese con l'elezione di p. Girolamo Apolloni a superiore generale
- VIII capitolo generale: dal 5 maggio all'8 maggio 1931 a Rivoli e Torino con l'elezione di p. Luigi Casaril a superiore generale
- IX capitolo generale: dall'11 al 15 maggio 1937 a Roma; confermato p. Luigi Casaril a superiore generale
- X capitolo generale: dal 16 al 25 luglio 1946 a Viterbo: confermato p. Luigi Casaril
- XI capitolo generale: dal 16 al 26 luglio 1952 a Rivoli: confermato p. Luigi Casaril
- XII capitolo generale: dal 16 al 27 luglio 1958 a Rivoli con l'elezione di p. Antonio Boschetti a superiore generale
- XIII capitolo generale: dal 16 al 31 luglio 1964 a Rivoli con l'elezione di p. Vincenzo Minciacchi a superiore generale
- XIV capitolo generale speciale: dal 30 marzo all'8 agosto 1969 a Roma in vista del rinnovamento della Congregazione alla luce del concilio ecumenico Vaticano II
- XV capitolo generale: dal 20 agosto al 19 settembre 1970 a Roma; confermato p. Vincenzo Minciacchi a superiore generale
- XVI capitolo generale dal 27 giugno al 10 agosto 1976 a Roma con l'elezione di p. Girolamo Zanconato a superiore generale
- XVII capitolo generale dal 18 al 31 luglio 1982 a Viterbo con l'elezione di p. Paolo Mietto a superiore generale
- XVIII capitolo generale dal 21 giugno al 16 luglio 1988 a Viterbo; confermato p. Paolo Mietto a superiore generale
- XIX capitolo generale dal 21 giugno al 20 luglio 1994 a Viterbo con l'elezione di p. Luigi Pierini a superiore generale
- XX capitolo generale dal 10 luglio al 6 agosto 2000 a Torino; confermato p. Luigi Pierini a superiore generale
- XXI capitolo generale dal 4 al 25 giugno 2006 a Fazenda Souza (Brasile) con l'elezione di p. Mario Aldegani a superiore generale
- XXII capitolo generale dal 3 giugno 2012 a Buenos Aires; confermato p. Mario Aldegani a superiore generale
- XXIII capitolo generale dal 3 al 24 giugno 2018 a Quito con l'elezione di p. Tullio Locatelli a superiore generale
- XXIV capitolo generale dal 27 maggio al 15 giugno 2024 a Città del Messico con l'elezione di p. Nadir Poletto a superiore generale

## Attività e diffusione
La congregazione svolge la sua azione in scuole, oratori, parrocchie, missioni, rivolgendosi in particolare ai giovani ed alla loro educazione. Un'attenzione specifica è rivolta al mondo del lavoro, alla formazione professionale e ai giovani lavoratori.
Oltre che in Italia, la congregazione è attiva in Albania, in Romania, in Spagna, nelle Americhe (Argentina, Brasile, Cile, Colombia, Ecuador, Messico, Stati Uniti d'America), in Africa (Ghana, Guinea-Bissau, Sierra Leone e Nigeria) ed in India (kerala, Tamil Nadu e in Bihar).
La congregazione è retta da un superiore generale coadiuvato da un vicario generale e da cinque consultori, tutti eletti dal capitolo generale che si riunisce ogni sei anni. La sede generalizia è a Roma.
Al 31 dicembre 2008 la congregazione contava 109 case e 609 religiosi, 440 dei quali sacerdoti.